# Kilim
 (août 2021).
Si vous disposez d'ouvrages ou d'articles de référence ou si vous connaissez des sites web de qualité traitant du thème abordé ici, merci de compléter l'article en donnant les références utiles à sa vérifiabilité et en les liant à la section « Notes et références ».
Le kilim, également orthographié klim ou kélim, est un tapis tissé au lieu d'être noué. Son nom d'origine indo-européenne a aussi donné le persan guilim ou gelim et le grec kalymma (qui dénomme l'ère calymmienne).
Les kilims se trouvent principalement au Proche-Orient, notamment en Iran (particulièrement dans certaines provinces : Kurdistan, Kerman, Lorestan, Fars, Sistan-et-Baloutchistan et Golestan), en Turquie, dans le Caucase ainsi qu'en Asie centrale et a vu le jour il y a près de 10 000 ans comme l'attestent de nombreux vestiges. La chaîne du kilim est souvent en coton, laine, soie ou poils de chèvre alors que la trame est en laine, soie ou poils de chèvre.
Ils représentent à la fois la mémoire et l'identité des peuples sédentaires, nomades et semi-nomades qui les tissent. Chaque tribu et chaque village possède son propre style : couleurs chatoyantes ou sobres, décors complexes ou épurés suivant les régions. Leurs motifs constituent une forme d'écriture symbolique héritée des anciennes croyances chamanistes.
Les motifs du tapis sont géométriques, les tons sont ethniques et la texture est fine. Leur rendu est plus souple et plus léger.
À l'origine, le kilim servait de couverture et à protéger le sol des mosquées et des yourtes. De nos jours, on peut l'utiliser par terre, sur les murs, en jeté de canapé, en tête de lit ou en rideaux.

## Origines
Un archéologue britannique,  James Melaart, a exhumé à Çatal Höyük, site néolithique des environs de Konya, des fresques présentant des similitudes frappantes avec les kilims d'Anatolie centrale. Selon lui, cet art remonterait au début de la domestication du mouton, c'est-à-dire à peu près 8 000 ans avant l'ère chrétienne. D'autres archéologues, comme Elizabeth Wayland Barber (en), pensent que la laine n'est devenue propre au tissage qu'à partir du quatrième millénaire. Les motifs que l'on trouve sur les kilims auraient été inspirés des décors de poterie ou de vannerie comme le suggère Cathryn M. Cootner dans l'un de ses ouvrages.
C'est le support textile qui a assuré la meilleure permanence à cette iconographie puisqu'on la retrouve encore de nos jours sur les productions artisanales des peuples tisserands. Les thèmes sont parvenus jusqu'à l'époque contemporaine et avec eux un peu de leurs aspirations, de leurs craintes et de leurs croyances.
Ce patrimoine de motifs couvre une région qui s'étend des Balkans à la Chine. Il semble que le berceau de cet art se situe en Mésopotamie et qu'il ait rayonné vers les oasis de l'Asie centrale et orientale par le biais du nomadisme pastoral, mode de vie apparu au troisième millénaire entre le Tigre et l'Euphrate pour répondre à un besoin croissant en viande et en laine qui oblige les éleveurs à se déplacer sans cesse à la recherche de nouveaux pâturages. Le public occidental n'a découvert que récemment cette forme de tissage même si certains amateurs avaient su en apprécier les qualités artistiques. C'est justement cet engouement tardif qui, en préservant le kilim de toute influence commerciale, lui a permis de garder son authenticité. Les techniques, tant du filage de la laine, du tissage proprement dit que de la confection des teintures sont restées les mêmes pendant des millénaires.
Le fil de la tradition n'est rompu qu'à la fin du XIXe siècle avec l'apparition de colorants chimiques. La production des multiples groupes et sous-groupes tribaux ainsi que celle des villages dont certains abritent sans doute les descendants directs des premiers sédentaires se caractérise par des coloris et des motifs qui permettent de déterminer la provenance de chaque pièce. Pourtant à l'intérieur de ce patrimoine la liberté d'exécution est totale.

## Fabrication

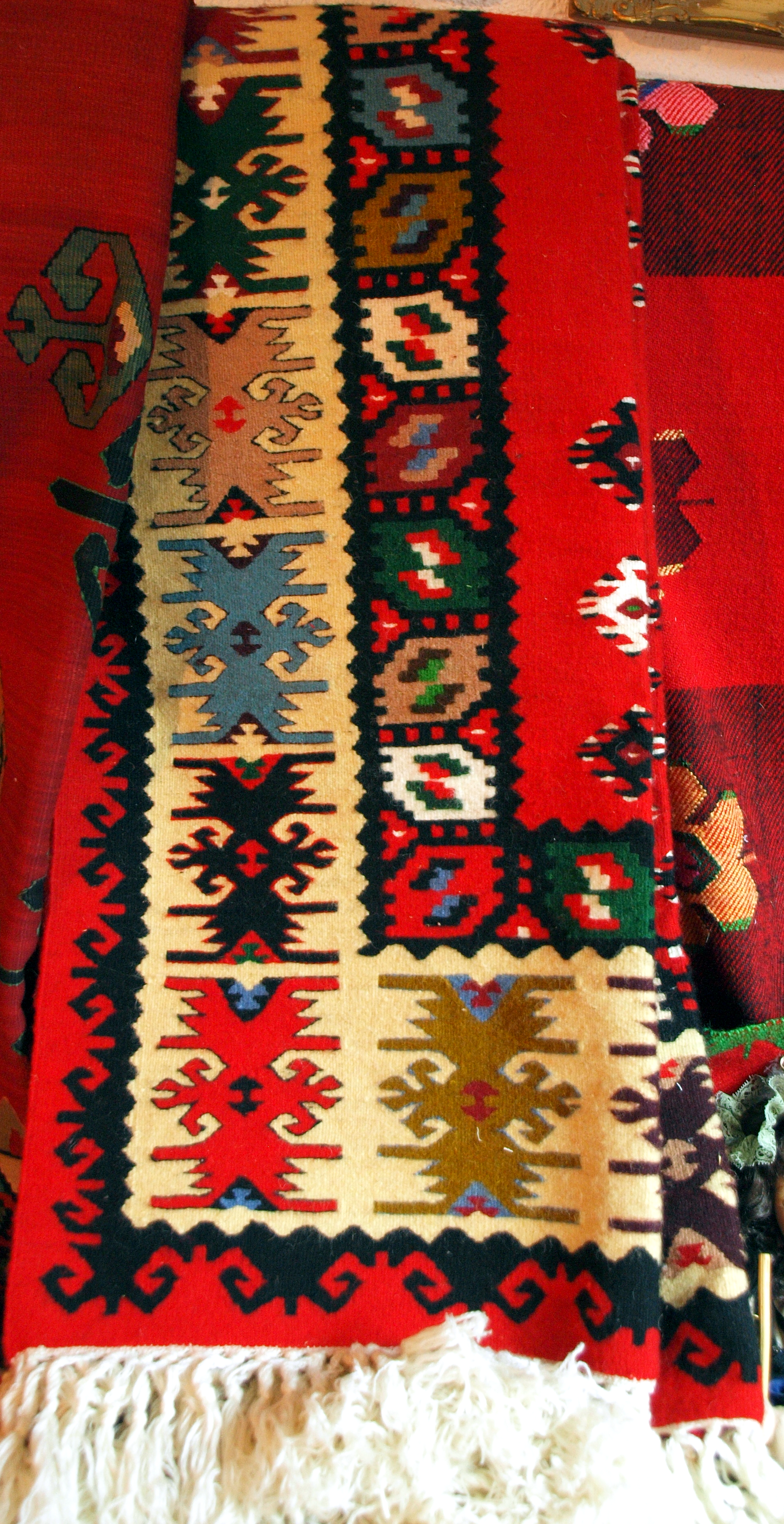
Kilim de Pirot.

La trame est visible et constitue le velours. Les kilims sont donc uniquement faits de fil de chaîne et de fil de trame (voir fabrication d'un tapis persan). 
Il existe différentes techniques de tissage de kilims selon leur aire de fabrication. On trouve du tissage plat, où les zones de motifs sont tissées séparément en laissant des petites fentes comme en Anatolie, du tissage à relief, où deux fils forment la trame : le premier est utilisé pour le décor du tapis et le second est tissé comme trame de fond pour consolider le tapis. Le fil servant au décor peut être tissé en broché ou enroulé au point de chaînette autour de deux fils de chaîne (point de soumak). Le dessin du kilim, par sa méthode de fabrication, est plus rudimentaire que celui des tapis noués.
Bien que fabriqué sans poils, le kilim en double trame est plus résistant du fait de son tissage serré. Il n'a cependant que peu d'adhérence au sol.

## Balkans
Le kilim originaire de Pirot (Kilim Şarköy d'après le nom ottoman de Pirot) est important en raison de ses qualités esthétiques et textiles. Réalisé dans l'environnement montagneux des Balkans, en Serbie, Macédoine du Nord, Grèce et Bulgarie, il pouvait orner églises, mosquées ou synagogues et présentait des motifs chrétiens, musulmans ou juifs selon la clientèle. Des kilims du XVIIIe siècle se trouvent encore dans les monastères de Rila et Hilandar ou dans la mosquée de Vidin.

## Tunisie
Le kilim tunisien est composé de bandes unies parallèles de diverses couleurs. Traditionnellement réalisé par les nomades du sud du pays, il était utilisé autrefois pour recouvrir les litières des dromadaires ou pour servir de séparation dans les tentes. Il sert aujourd'hui aussi bien au recouvrement du sol que de décoration murale. Les kilims traditionnels utilisent des motifs basés sur deux formes géométriques simples : le triangle et le losange dans des couleurs multiples.